# Adam García
Adam Gabriel García (Wahroonga, Nueva Gales Del Sur; 1 de junio de 1973) es un actor, cantante y bailarín y profesional de tap australiano.

## Biografía
García nació en 1973, hijo de Jean Balharry (australiana)  y Fabio García (colombiano), en Wahroonga, Nueva Gales del Sur.   
Asistió a la Knox Grammar School, donde completó su educación secundaria. También recibió formación formal en claqué en el Capital Dance Studio de Sydney, Australia. García asistió a la Universidad de Sydney, pero no completó su educación, ya que dejó la universidad para aceptar el papel de Slide en la producción del musical Hot Shoe Shuffle, que estuvo de gira por Australia durante dos años antes de trasladarse a Londres, Inglaterra.
El 26 de marzo de 2015, García se casó en Londres con su novia de toda la vida, Nathalia Chubin. Chubin trabajaba anteriormente como ejecutiva sénior de marketing para PlayStation. La pareja tiene una hija y un hijo juntos.

## Carrera
García dejó la universidad para tomar el papel de Slide en la producción del musical Hot Shoe Shuffle, que recorrió Australia durante dos años antes de trasladarse a Londres, Inglaterra. Adam se quedó en Londres para actuar en musicales del West End. 
García interpretó a Doody en la versión del West End de Grease en Londres. También interpretó a Tony Manero, en la versión teatral de Fiebre del sábado noche, que estuvo en escena desde 1998 hasta 1999 en Londres. García alcanzó el puesto # 15 en el conteo de singles en el Reino Unido en 1998, con su cover de la canción de los Bee Gees "Night Fever", tomado de Fiebre del sábado por la noche. En 2000 Adam García interpretó a Sean en Bootmen, una película basada en la historia Tapdogs. 
Hizo una aparición como el oficial del gobierno Alex Klein en el especial de Navidad 2005 de la larga serie de ciencia ficción británica Doctor Who. De acuerdo con el comentario de audio del episodio (mismo que se ofrece de forma gratuita en el sitio web bbc.co.uk), García aceptó el papel relativamente menor porque es un fan de la ciencia ficción. 
García ha sido nominado para varios premios durante su carrera de actor. Su transición al cine comenzó en 1997, cuando interpretó Jones en Wilde, una película sobre la vida del escritor Oscar Wilde. A pesar del hecho de que él ha participado en películas como Coyote Ugly y otros, no fue sino hasta 2004, cuando participó como la estrella de rock Stu Wolf en Confesiones de una típica adolescente, que se ganó la fama como actor popular.
García trabajó con Idina Menzel y Kristin Chenoweth para ayudar a crear el papel de Fiyero en la edición de 2002 en un taller de producción musical  Wicked. Después del éxito de Wicked,  García llegó a desempeñar el papel de Fiyero de nuevo, de 7 de septiembre de 2006, en la producción londinense de Wicked. Volvió a protagonizar junto a Idina Menzel, y más tarde Kerry Ellis. Dio su última actuación como Fiyero el 14 de julio de 2007 y fue reemplazado por el suplente Tompsett Oliver. 
En la última parte de 2008, Adam apareció en dos dramas de la ITV, Britannia High en la que interpreta al profesor de baile, y el Sr. Eleven, una comedia/drama en dos partes,  junto a Michelle Ryan y Sean Maguire. Actualmente está trabajando en una película indie Una mujer llamada Job. En enero de 2010, García apareció al lado de Ashley Banjo y Kimberly Wyatt como jueces en el reality show Got To Dance. 
Hizo una aparición en el episodio 20 de la 6 ª temporada de Dr. House.

## Filmografía (selección)
- Nativity 3: Dude, Where's My Donkey? (2014)
- Standing Still (película) (2005)
- Riot at the Rite'' (2005)
- Fascination (2004)
- Love's Brother (2004)
- Deseo Compartido (2004)
- Confesiones de una típica adolescente (2004)
- Kangaroo Jack (2003)
- The First $20 Million Is Always the Hardest (2002)
- Riding in Cars with Boys (2001)
- Javier Garcés (2000)
- Bootmen (2000)
- Coyote Ugly (2000)
- Wilde (1997)

## Para televisión
- Camp - Todd (2013-)
- Threesome (2011)
- Britannia High (2008)
- Doctor Who - "The Christmas Invasion" (2005)
- Marple: The Body in the Library (2004)

## Teatro
| Año         | Obra   | Personaje | Director | Teatro                   | Notas                                  |
| ----------- | ------ | --------- | -------- | ------------------------ | -------------------------------------- |
| 2006 - 2007 | Wicked | Fiyero    | -        | Apollo Theatre, West End | junto a Helen Dallimore e Idina Menzel |